# Astelia nivicola
Astelia nivicola là một loài thực vật có hoa trong họ Asteliaceae. Loài này được Cockayne ex Cheeseman mô tả khoa học đầu tiên năm 1925.